# (19982) Barbaradoore
(19982) Barbaradoore est un astéroïde de la ceinture principale.

## Description
(19982) Barbaradoore est un astéroïde de la ceinture principale. Il fut découvert le 22 janvier 1990 à l'Observatoire Palomar par Eleanor Francis Helin. Il présente une orbite caractérisée par un demi-grand axe de 2,34 UA, une excentricité de 0,29 et une inclinaison de 22,3° par rapport à l'écliptique.

## Compléments